# Olga Maturana
Olga Maturana Espinosa (Santiago, 10 de octubre de 1906 - Pichilemu, 16 de julio de 1973) fue una política chilena. Se desempeñó como concejala de Pichilemu en 1950 y se convirtió en la primera mujer alcaldesa de Pichilemu en 1951.

## Biografía
Maturana nació el 10 de octubre de 1906 en Santiago de Chile. Sus padres fueron Arturo Maturana Zúñiga y Emma Espinosa Pedrada.
En 1926 se casó con Felipe Iturriaga Esquivel en Santiago, cuando éste tenía 20 años. Maturana e Iturriaga se trasladaron a Pichilemu en 1932. Iturriaga fue elegido alcalde por tres períodos (1932 – 1935; 1941 – 1944; y 1956 – 1959), y Maturana fue elegida concejala de Pichilemu en 1950, junto a Carlos Echazarreta Larraín, Ricardo Ayala y Armando Caroca Rojas. Sergio Morales Retamal fue elegido alcalde para ese período, pero dejó el cargo en 1951.
Olga Maturana sucedió a Sergio Morales el 28 de mayo de 1951 y se convirtió en la primera mujer alcaldesa de Pichilemu, como independiente. Su mandato finalizó el 17 de mayo de 1953.
Tuvo cinco hijos con su esposo Felipe Iturriaga. Murió el 16 de julio de 1973 en Pichilemu, a los 66 años.

## Influencia
Hasta 2008, solo dos mujeres habían ocupado cargos políticos en Pichilemu: Alicia López Galarce (concejala de 1953 a 1956) y Olga Maturana.
En 2008, 12 mujeres se inscribieron a las elecciones municipales. Solo tres de ellas finalmente resultaron electas como concejalas: Marta Urzúa, Andrea Aranda y Viviana Parraguez.